# Баши-Ачук
«Баши-Ачук» (груз. «ბაში-აჩუკი») - радянський художній фільм 1956 року, історичний пригодницький фільм з елементами мелодрами, створений на кіностудії «Грузія-фільм». Зняв фільм режисер Лео Есакі. В основу фільму лягла історична повість Акакія Церетелі «Баши-Ачук», написана в 1896 році.

## Сюжет
Фільм розповідає про народного грузинського героя Баши-Ачука. А основна дія описує взяття Бахтріоні і звільнення Кахетії від панування Селім-хана.

## У ролях
- Отар Коберідзе — Баши-Ачук
- Давид Абашидзе — Абдушахіль
- Лія Еліава — Мзіса і Мтваріса
- Медея Чахава — Мелано
- Додо Чічінадзе — Ніно
- Коте Даушвілі — Селім-хан
- Юсуф Кобаладзе — принц Чолокашвілі
- Гурам Сагарадзе — Пейкар Мірза
- Мері Давіташвілі — Тімсаль-Мако
- Тамара Цицишвілі — епізод
- Маріне Тбілелі — епізод

## Знімальна група
- Твір: Акакій Церетелі
- Автори сценарію: Лео Есакія і Ладо Карсанідзе
- Режисер: Лео Есакія
- Оператор: Давид Канделакі
- Продюсер: Олександр Лорткіпанідзе
- Композитор: Сулхан Цинцадзе
- Художник: Реваз Мірзашвілі
- Грим: Г. Мхейдзе
- Другий режисер: Захарій Гудавадзе
- Звук: Володимир Долідзе